# Новоелизаветовка (Одесская область)
Новоелизаветовка (укр. Новоєлизаветівка) — село, относится к Ширяевскому району Одесской области Украины.
Население по переписи 2001 года составляло 372 человека. Почтовый индекс — 66863. Телефонный код — 4858. Занимает площадь 1,08 км². Код КОАТУУ — 5125483601.

## Местный совет
66863, Одесская обл., Ширяевский р-н, с. Новоелизаветовка, ул. Чкалова, 51